# Dilliriende
Dilliriende (Delirando) è un componimento poetico di genere amoroso in sardo logudorese, eseguito dal cantadore Ciccheddu Mannoni e pubblicato da Mario Cervo nel 1966 con il titolo Boghes antigas de Nuoro (in italiano: Voci antiche di Nuoro) e riedito in una raccolta composta di 4 CD nel 2005 a cura di Paolo Angeli per l'Istituto superiore regionale etnografico (ISRE)

## Origine e significato del testo
| «Per i sos litos solu, sos litos solu in s'amena campagna dilliriende, dilliriende: tristu e chena cunsolu, ello cunsolu, sempre de bene meu, bene meu preguntende e deo de tantu in tantu, de tantu in tantu 'nde formo largos rios de piantu» | «Per i boschi da solo, i boschi da solo nell'amena campagna delirando, delirando triste e senza conforto, altro che conforto sempre del mio bene, del mio bene chiedendo e io di tanto in tanto, di tanto in tanto formo larghi fiumi di pianto.» (versi cantati da Ciccheddu Mannoni di Luogosanto, 1966) |

Il testo di Boghes antigas de Nuoro in realtà è costituito da versi di argomenti vari, una sorta di miscellanea di versi popolari provenienti da Nuoro o dal nuorese. La sestina su riportata è di genere amoroso.
L'io narrante è quello di un uomo che vive alla macchia e vaga per i boschi cercando di avere notizie della sua amata nella speranza di poterla rincontrare.

## Incisioni varie
Inserito da Maria Carta nel suo album Delirio del 1974, con il titolo Dilliriende (da cui il titolo dell'album); nel 2000 il brano era stato riproposto, con lo stesso titolo, da Elena Ledda nel suo album Maremannu.